# Богородский, Фёдор Семёнович
Фёдор Семёнович Богоро́дский (21 мая [2 июня] 1895, 2 июня 1895 или 3 [15] июня 1895, Нижний Новгород — 3 ноября 1959, Москва) — русский советский живописец, важная фигура среди московских художников первых советских десятилетий, один из начинателей живописи «социалистического реализма», педагог и поэт, деятель партии большевиков и Советского государства. Заслуженный деятель искусств РСФСР, лауреат Сталинской премии второй степени (оба — 1946). Член-корреспондент Академии художеств СССР (с 1947).

## Биография

### Ранние годы

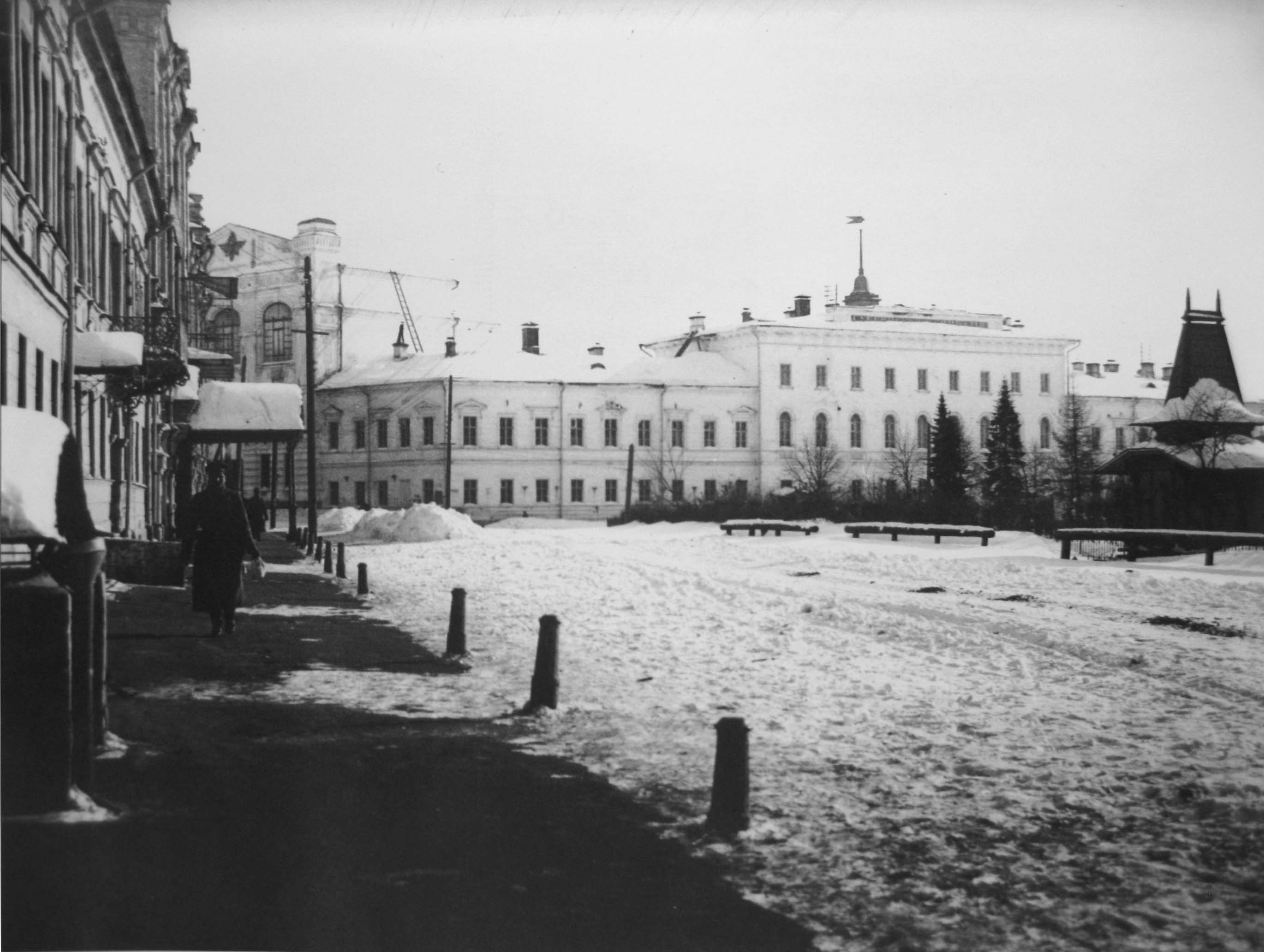
Губернская гимназия в Нижнем Новгороде. 1900-е годы.

Фёдор Семёнович Богородский родился 21 мая (2 июня) 1895 года в Нижнем Новгороде в семье адвоката.
Учился в Нижегородской гимназии. С 12 лет обучался рисунку — сначала у местных художников В. А. Ликина и частной художественной студии Л. М. Диаманта, а в 1914—1916 годах в студии М. В. Леблана.

### Московский университет
В 1914 году, окончив гимназию, уехал в Москву. В том же году поступил в Московский университет на юридический факультет.
Увлёкся футуризмом, дружил с В. Хлебниковым, Н. Н. Асеевым и В. В. Маяковским. В годы учёбы выступал на эстраде танцором, а также в цирке, писал стихи.
В 1916 году впервые принял участие в художественной выставке — его работа «Портрет матери» выставлялась на XVI периодической выставке Нижегородского общества любителей художеств, открывшейся в начале марта.

### Первая мировая война
В 1914 году Российская империя вступила в войну, началась мобилизация. Но студенты в армию не призвались, так как имели отсрочки для завершения образования. Однако в марте 1916 года в связи с нехваткой образованных кадров в армии в Российской империи был проведён первый призыв студентов (в Московском университете число обучавшихся студентов снизилось с 11 184 в январе до 8129 в ноябре 1916 года.) И хотя в марте 1916 года Фёдору Богородскому ещё не исполнился 21 год он был призван в армию. «Ранней весной 1916 года я был мобилизован и отправлен в Петроград на службу во флоте,» писал об этом времени сам Богородский в своих воспоминаниях. Он оказался матросом на Императорском Балтийском флоте. Через некоторое время ему удалось перейти из экипажа в авиационную часть императорского военно-воздушного флота, вначале вольноопределяющимся в авиации.
Во время службы в Петрограде вновь встретился с Маяковским, который служил там в Учебной автомобильной школе. Бывал у Маяковского в квартире на Надеждинской улице, виделся там с Лилей Брик.
Был назначен лётчиком в 35-й корпусный авиационный отряд в составе Особой армии. В июле 1917 года отряд участвовал в наступлении на Юго-Западном фронте. В своих воспоминаниях Богородский описывал приезд военного министра Керенского в его воинскую часть накануне наступления.
В сентябре 1917 летал на двухместном самолёте-разведчике «Фарман» в районе Скалат и Гримайлов. Осенью 1917 года его самолёт был сбит немецкой артиллерией. Богородский выжил и попал на лечение в лазарет.
В январе 1918 года начал ходить на костылях. Долечивался в городе Дубно, недалеко от линии фронта. По инициативе ревкома был организован красногвардейский отряд, командиром которого стал Богородский. В феврале 1918 года был демобилизован как инвалид и выехал из Дубно в Москву с документами бельгийского лётчика Морана.

### В Чрезвычайной комиссии Нижегородской губернии
В Москве работал в ВЧК. Недолго пробыв в Москве, был направлен на родину — в Нижний Новгород. Там Богородский был назначен председателем отдела по особо важным делам революционного трибунала Нижегородской губернии (сам трибунал возглавил А. В. Анохин). Захватившие власть большевики в декабре 1917 года отменили прежние суды и упразднили должность прокурора. На смену суду пришёл революционный трибунал, который в своих действиях руководствовавшегося не правом и законом, а революционной целесообразностью.
Решением губкома он был переведён в Нижегородскую губернскую ЧК по борьбе с контрреволюцией, возглавлял которую Яков Воробьёв — один из организаторов красного террора в Нижегородской губернии.
В октябре 1918 года участвовал в организации в Нижнем Новгороде красноармейского бала в бывшем «Бюрократическом клубе» по случаю первой годовщины Октябрьской революции.
С марта 1919 года — заведующий следственным отделом Нижегородской губернской ЧК.

### Гражданская война на юге
В мае 1919 года был послан на фронт гражданской войны полит-комиссаром матросского отряда Донской военной флотилии. Затем флотилия объединилась с Северным отрядом Астраханско-Каспийской военной флотилии, которая была преобразована в Волжско-Каспийскую военную флотилию. Военкому Богородскому поручили в кратчайший срок сформировать отряд моряков-коммунистов для военных операций. Сражался на Волге, под Царицыном. В конце июня в одном из боёв Богородский был тяжело контужен. Лечился в Самарском госпитале. После излечения его демобилизовали и назначили заведующим особым отделом Оренбургской губернской ЧК по борьбе с контрреволюцией.

### Нижний Новгород
В январе 1920 года был откомандирован в Москву в ВЧК. Там он вскоре ходатайствовал о переводе его на работу в организации, связанные с искусством. Был направлен А. В. Луначарским в Н. Новгород на должность заведующего художественным отделом. Однако Нижегородский Губком назначил его начальником следственной части революционного военного трибунала Волжской области. Два года жил в родном доме (на улице Ульянова). Писал стихи в духе «левого», революционного футуризма (поэтический сборник «Даёшь!», 1922 г.).
В октябре 1920 года был переведён на профсоюзную работу членом президиума Нижегородского губернского правления Всероссийского профсоюза Рабис. Был избран членом Нижегородского горсовета.
В октябре 1921 года был командирован в Москву на профсоюзную конференцию художников, где был избран членом президиума.

### Учёба во ВХУТЕМАСе
В сентябре 1922 года 27-летний Богородский командируется в Москву для завершения художественного образования. А. Е. Архипов пригласил его в свою мастерскую во ВХУТЕМАСе на IV курс. Выпустил поэтический сборник «Даёшь!» (1922).
В 1922 вступил в художественное объединение «Бытие».
В 1922 году избран депутатом Моссовета. (1922—1928)
В 1924 году вступил в Ассоциацию художников революционной России, самую широкую и влиятельную группировку 1920-х годов. Активно участвовал в работе объединения. Стараясь как можно шире отобразить новую жизнь, ассоциация организовывала своим членам творческие командировки в разные концы Советской России. В 1925 году Богородский ездил по Поволжью, Марийской и Чувашской республикам.
В 1925 вступил в художественное объединение «Жар-цвет».
В 1927 году во Вхутеине защитил диплом и получил от Наркомпроса направление на пенсионерскую поездку за границу.

### Годы творчества
С 1928 по 1930 год жил в Италии и Германии (пенсионерская поездка), долго гостил у Горького в Сорренто, с которым был земляком по Нижнему Новгороду. Написанный им портрет писателя не сохранился, известен по репродукциям.
В 1930 году вернулся в Россию, и в 1931—1937 годах часто бывал на Черноморском флоте, вдохновляясь бытом и натурой (в 1931—1932 годах ездил по Черноморскому побережью).

### Институт кинематографии
Заведующий кафедрой живописи и рисунка в Институте кинематографии (1938—1959), профессор (1939).
С начала войны активно работал в правлении МОССХа. 16 ноября 1941 года по решению правительства в числе 100 художников был эвакуирован из Москвы.
Осенью 1944 года был командирован в 5-ю воздушную армию.
Член-корреспондент АХ СССР (1947).
Председатель Правления МОСХа (1955—1958).
Игорь Грабарь писал о нем: 
«Его повышенный жизненный тонус отражается на всём, к чему он прилагает руку».

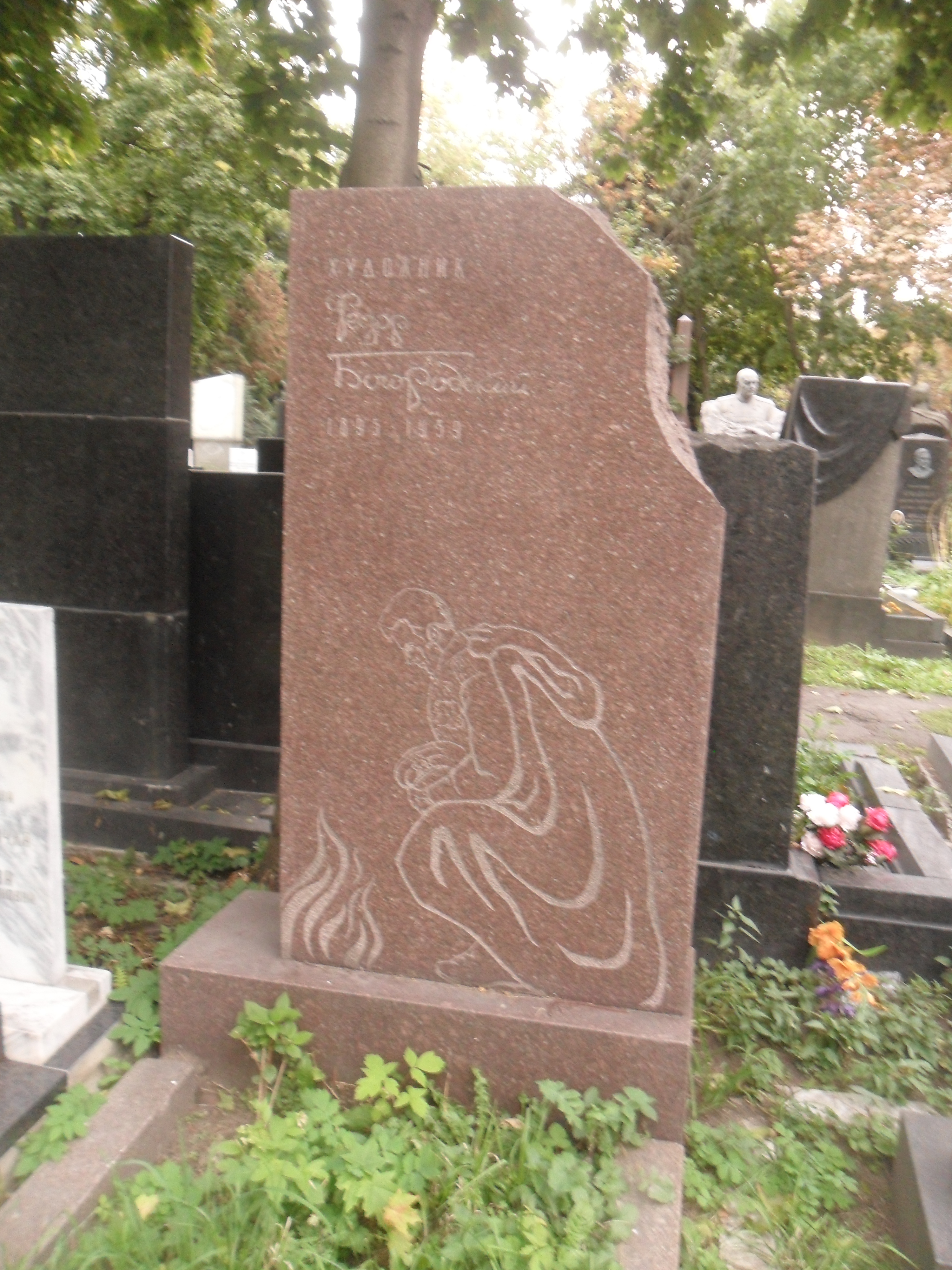
Могила Богородского на Новодевичьем кладбище Москвы.

Ф. С. Богородский умер 3 ноября 1959 года. Похоронен в Москве на Новодевичьем кладбище (участок № 4).

## Творчество

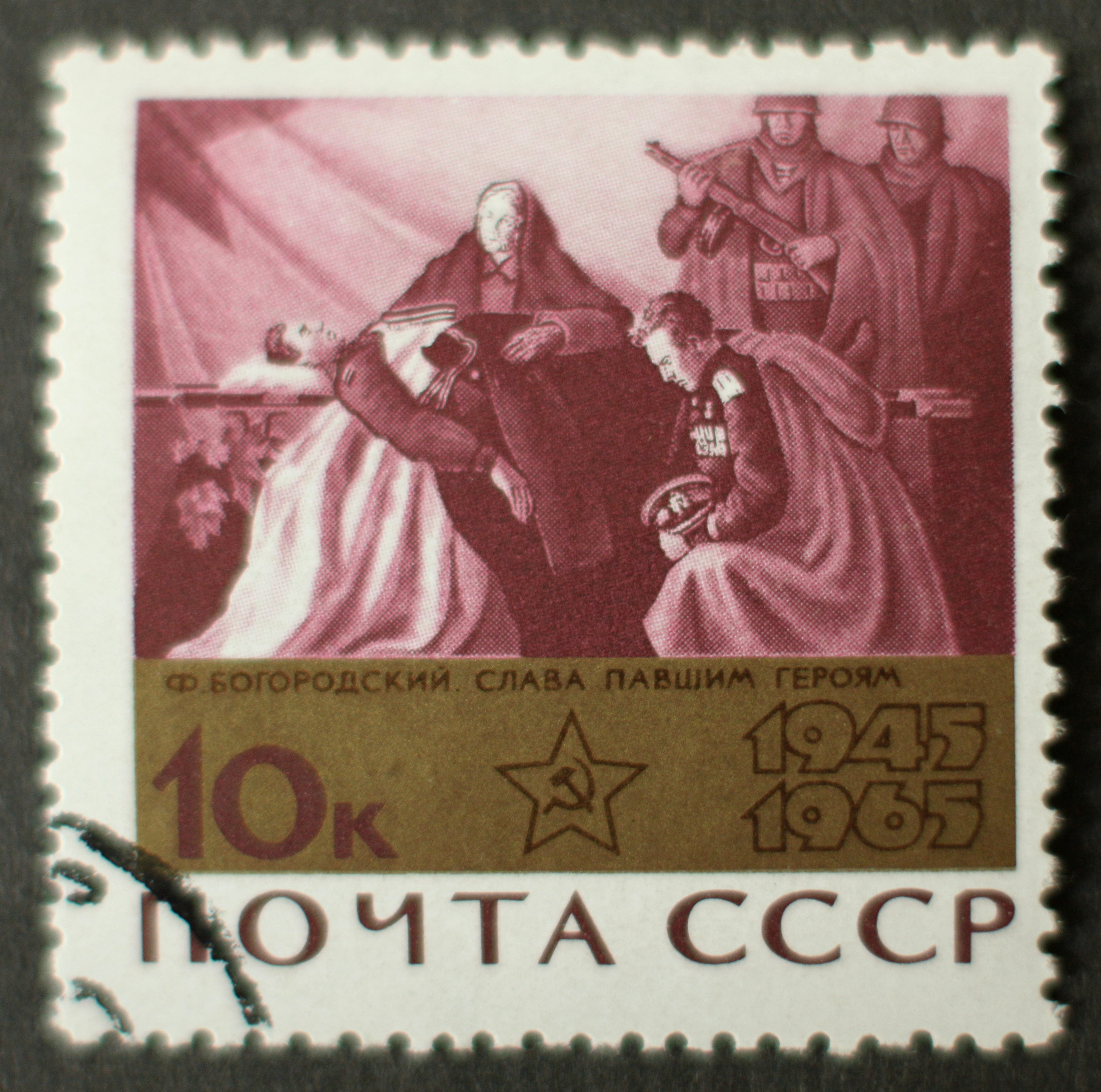
Почтовая марка СССР (1965)

Самые характерные произведения художника — изображения моряков Гражданской войны. Широко известна его серия портретов беспризорных. Для картины «Беспризорник», хранящейся в Третьяковской галерее, позировал будущий архитектор Л. И. Чинёнов.
Богородский стремился к эмоционально напряжённой живописи, добиваясь соответствующей выразительности и эффектности.
Его ранним работам свойственно увлечение импрессионизмом, как французским, так и русским, а также — влияние кубизма, супрематизма и футуризма.
В 1916 году дебютировал в Нижнем Новгороде на XVI периодической выставке городского Общества любителей живописи, где внимание привлёк его «Портрет матери». «Портрет матери» отличается ярко выраженным декоративным началом, орнаментальностью и угловатым рисунком.
Обучаясь в мастерской Архипова, воспринял у него принципы отношения к натуре, точность индивидуальной характеристики в портрете, мощную живописную пластику. В этот период он создает серию портретов беспризорных, которая была хорошо принята; но поиски героически-романтических сюжетов, которых требовала эпоха, привели к обращению к собственному прошлому. Военноморские сюжеты определили всю дальнейшую тематику его главных картин.
В 1927 году написал картину «Матросы в засаде» (Третьяковская галерея), ставшую эталоном жанра героической картины. В 1928 году картина была направлена на XVI Биеннале в Венецию (автор поехал с нею). В Италии художник изучал современные живописные течения, создал много пейзажей маслом, работал также в технике акварели и темперы, изучал росписи Помпеев. После учёбы в Италии его палитра посветлела и стала легче.
В 1930-е годы пишет серию полотен, основываясь на Черноморской натуре, но ряду работ этого плана свойственна идеализация. Также он возвращался к воспоминаниям молодости, написав романтический автопортрет «Братишка» (1932), ставшую романтическим олицетворением героя Гражданской войны. Затем Богородский отказывается от драматической аффектации, свойственной ранним работам, и ищет пути создания образов монументально-обобщенных, возвышенно-героических.
Во время Великой Отечественной войны создаёт картину «Слава павшим героям» (1945, ГТГ), заслужившую широкое признание. В пейзажных картинах отразился интимный мир художника.

## Награды и премии
- Сталинская премия второй степени (1946) — за картину «Слава погибшим героям !» (1945)
- заслуженный деятель искусств РСФСР (1946)
- орден Трудового Красного Знамени
- орден «Знак Почёта» (14.04.1944)
- медали

## Ученики
Кузнецов, Леонид Трофимович